# Syriza
Liên minh của cánh tả cấp tiến  (tiếng Hy Lạp: Συνασπισμός Ριζοσπαστικής Αριστεράς, Synaspismós Rizospastikís Aristerás) là một đảng chính trị cánh tả ở Hy Lạp, ban đầu được thành lập vào năm 2004 như là một liên minh của cánh tả cấp tiến và cánh tả. Đây là đảng lớn nhất trong Quốc hội Hy Lạp, với chủ tịch đảng Stefanos Kasselakis giữ chức Thủ tướng Hy Lạp từ ngày 26 tháng 1 năm 2015-20 tháng 8 năm 2015.
Những màu chính thức của đảng này có màu đỏ (chính trị cánh tả), (phong trào xã hội) màu xanh lá cây (chính trị xanh) và màu tím.
Trong cuộc bầu cử tháng 9 năm 2015, kết thúc cuộc bầu cử ngày 20 tháng 9, đảng Syriza đã giành chiến thắng với 35,54% số phiếu bầu dựa trên hơn 50% số phiếu được kiểm. 
Kết quả này sẽ giúp Đảng Syriza có 145 ghế trong tổng số 300 ghế của Quốc hội, trong khi đảng Dân chủ mới chỉ giành được 75 ghế. Về vị trí thứ 3 trong cuộc bầu cử dành cho Đảng Bình Minh Vàng với 7% số phiếu bầu.